# Carne cultivada

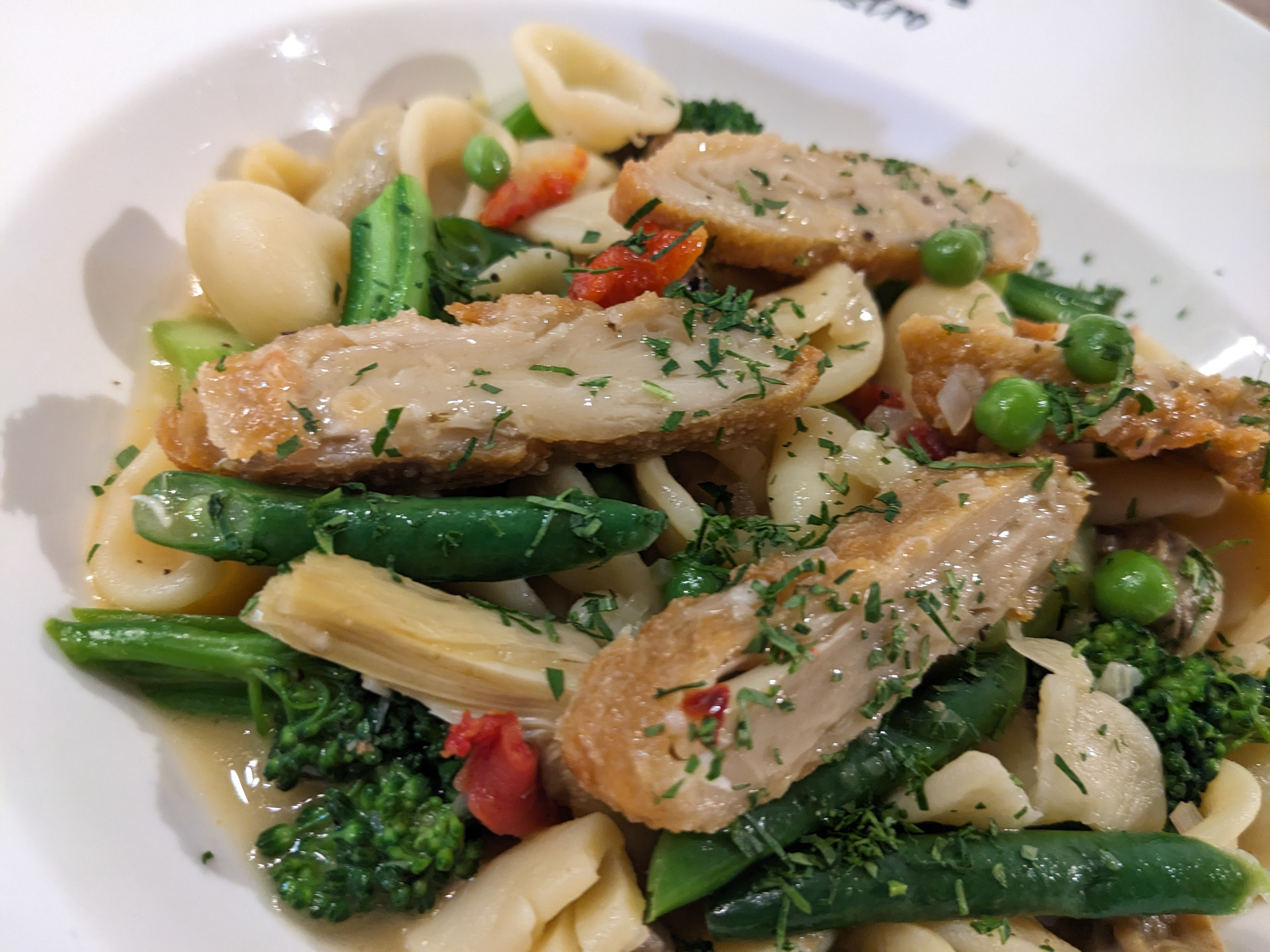
Pollo cultivado en ensalada de pasta, 2023

La carne artificial o carne cultivada, también conocida como carne in vitro o carne de laboratorio; es aquella carne animal que no proviene directamente del cuerpo de un animal: nunca ha formado parte de un animal; sino que ella proviene del cultivo de las células musculares extraídas previamente de animales.
La carne cultivada no debe confundirse con la carne de imitación o carne vegetal, que es un producto vegetariano elaborado a partir de proteína vegetal, normalmente de soja o trigo. Los términos «carne sintética» y «carne artificial» pueden aludir a ambas.

## El proceso de fabricación
La carne es músculo animal. El proceso de desarrollar carne in vitro implica tomar células madre y aplicar una proteína que ayuda a las células a crecer hasta formar grandes porciones de carne. Tras obtener primeras células ya no se necesitan más animales, de forma parecida a como sucede con la producción de cultivos de yogur.
Hay dos enfoques generales de la producción de carne cultivada: células musculares sueltas y músculo estructurado, siendo este último mucho más complejo que el primero. Los músculos consisten en fibras musculares, células largas con múltiples núcleos. Estas células no crecen por sí mismas, sino que surgen al fusionarse las células precursoras, que pueden ser células madre embrionarias o células satélite, células madre especializadas en tejido muscular. Teóricamente es relativamente simple cultivarlas en un biorreactor y hacer entonces que se fusionen. Sin embargo, para cultivar músculo auténtico las células deben crecer en el punto adecuado, lo que exige un sistema de perfusión parecido al torrente sanguíneo para distribuir los nutrientes y oxígeno a las células en crecimiento, así como para retirar los productos de desecho. Además, necesitan cultivarse otros tipos de célula, como los adipocitos, y los mensajeros químicos deben indicar al tejido en crecimiento sobre su estructura. Por último, el tejido muscular necesita ser estirado físicamente o «ejercitado» para que se desarrolle adecuadamente.
En 2001 el dermatólogo Wiete Westerhof de la Universidad de Ámsterdam, el doctor Willem van Eelen y el empresario Willem van Kooten anunciaron que había solicitado una patente mundial sobre un proceso para producir carne in vitro. En el proceso, una matriz de colágeno se siembra con células musculares, que se bañan entonces en una solución nutritiva y se les induce a dividirse. El estadounidense Jon F. Vein también obtuvo una patente (Patente USPTO n.º 6,835,390) para la producción de carne por ingeniería de tejidos para consumo humano, en la que células musculares y adiposas se cultivarían de forma integrada para crear productos cárnicos como ternera, ave o pescado. Van Eelen dijo que había pensado la idea de la carne in vitro durante años, desde que fue prisionero de guerra de Japón. Los científicos de Ámsterdam estudian el medio de cultivo, mientras la Universidad de Utrecht estudia la proliferación de células musculares y la Universidad Técnica de Eindhoven está investigando los biorreactores.
El cultivo de carne no implica necesariamente a la ingeniería genética. De hecho, las células empleadas son células naturales que crecían de forma normal.

## Historia

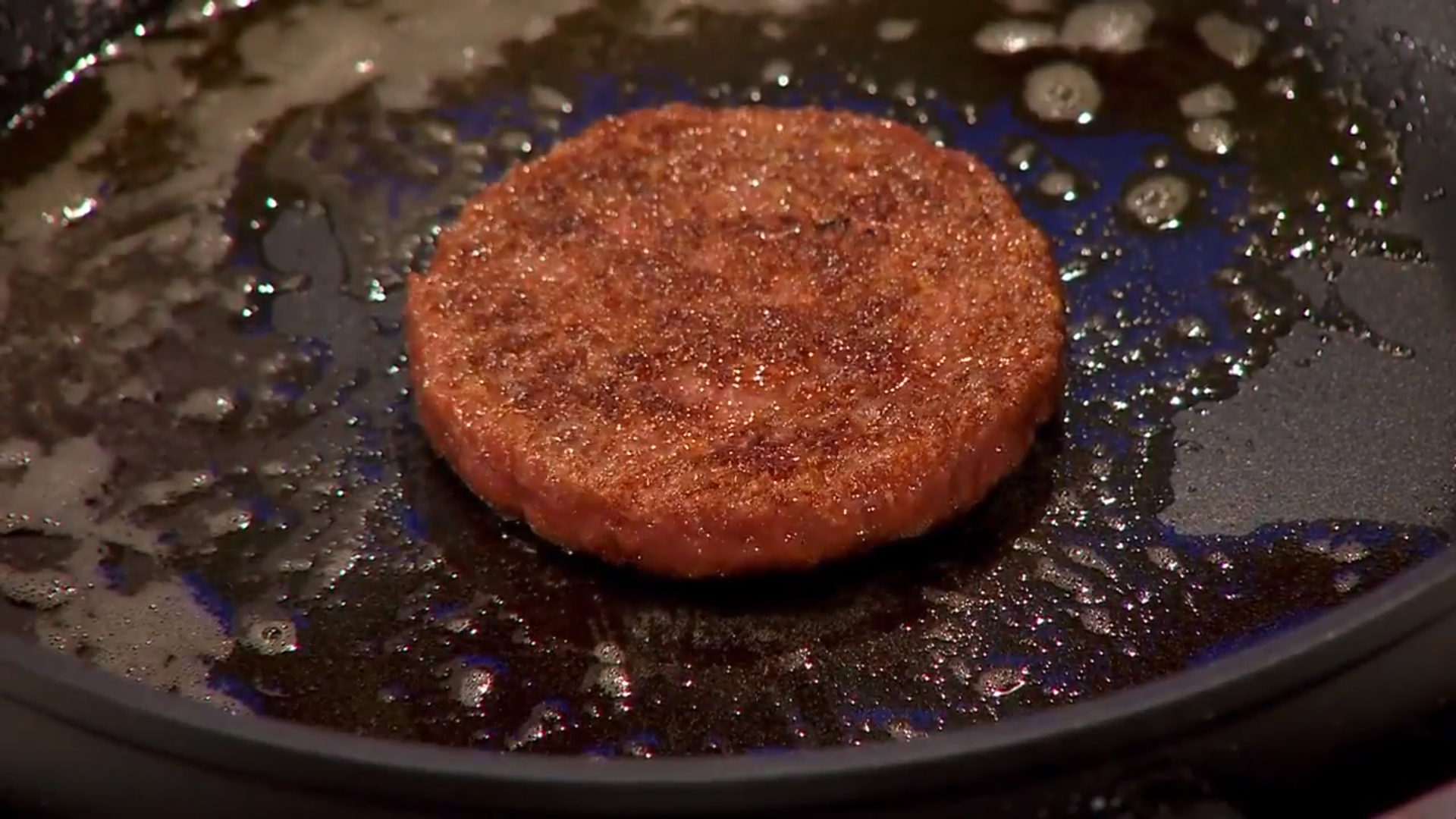
La primera hamburguesa cultivada, 2013

La investigación moderna sobre el cultivo de carne procede de experimentos realizados por la NASA, en el intento de encontrar formas mejoradas de alimentar de forma sostenida a astronautas en el espacio. La técnica fue aprobada por la FDA en 1995, y la NASA ha estado realizando experimentos desde 2001, produciendo carne in vitro a partir de células de pavo. La primera forma comestible fue producido por el NSR/Touro Applied BioScience Research Consortium en 2000: células de carpa dorada cultivadas para parecerse a filetes de pescado.
El primer artículo revisado por pares publicado sobre la carne cultivada en laboratorio apareció en un número de 2005 de Tissue Engineering. Por supuesto, los conceptos básicos son más antiguos. Winston Churchill dijo en los años 1930: «Dentro de cincuenta años, escaparemos al absurdo de criar un pollo entero para comer la pechuga o las alas, cultivando estas partes separadas en un medio adecuado.»
En 2008 PETA ofreció un premio de 1 millón de dólares a la primera compañía que pusiera carne de pollo cultivada en laboratorio a disposición del público en 2012. El gobierno holandés ha destinado 4 millones de dólares a experimentos sobre la carne in vitro. El In Vitro Meat Consortium, un grupo formado por investigadores internacionales interesados en la tecnología, celebró la primera conferencia internacional sobre la producción de carne in vitro, organizada por el Instituto de Investigación de Alimentos de Noruega en abril de 2008, para discutir las posibilidades comerciales.
La revista Time declaró la producción de carne cultivada una de las ideas revolucionarias de 2009. En noviembre de 2009, científicos de los Países Bajos anunciaron que habían logrado cultivar carne en el laboratorio usando células de un cerdo vivo.

## Producción
Actualmente varios proyectos de investigación intentan cultivar este tipo de carne experimentalmente, aunque aún no se ha producido carne para consumo público. Los primeros productos serán, probablemente, carne picada, siendo un objetivo a largo plazo la obtención de tejido muscular completamente desarrollado. Cualquier tejido muscular animal puede potencialmente cultivarse a través de un proceso in vitro.
Unos pocos científicos afirman que esta tecnología está lista para uso comercial y simplemente necesita que una compañía lo respalde. La carne cultivada es actualmente prohibitivamente cara, pero se calcula que el coste puede bajar hasta aproximadamente el doble del pollo producido convencionalmente.

## Diferencias con la carne convencional

### Salud
La producción a gran escala de carne cultivada puede exigir el uso de hormonas del crecimiento artificiales, si se usan en la producción convencional. No se ha presentado proceso alguno para producir carne in vitro a gran escala sin el uso de antibióticos para evitar las infecciones bacterianas.
Debido a que la carne cultivada aún no ha llegado al mercado, los riesgos para la salud no han sido investigados completamente. Esta cuestión es uno de los puntos de atención de los científicos que trabajan sobre este asunto, y el objetivo es producir una carne más sana que la convencional, principalmente reduciendo el contenido graso y controlando sus nutrientes. Por ejemplo, la mayoría de la carne producida con métodos convencionales son ricas en grasas saturadas. Esto puede provocar hipercolesterolemia y otros problemas de salud como enfermedades coronarias y obesidad.
Los investigadores han sugerido que los ácidos grasos omega-3 podrían añadirse a la carne cultivada como beneficio añadido. De forma parecida, el contenido en omega-3 de la carne convencional puede también aumentarse alterando la dieta de los animales. La revista Time ha sugerido que el proceso de producción de carne cultivada también puede decrementar la exposición de la carne a las bacterias y las enfermedades.

### Artificialidad
Aunque la carne cultivada consiste en células de carne naturales, los consumidores pueden encontrar desagradable un enfoque tan tecnológico de la producción cárnica. Si la carne cultivada resulta tener una apariencia, sabor, olor, textura u otra propiedad diferente a la carne convencional, puede no ser comercialmente competitiva frente a ésta. La ausencia de grasa y hueso también puede ser una desventaja, ya que estas partes contribuyen de manera apreciable al sabor final del alimento cocinado. Muchos alimentos, como el surimi, diseñados para sustituir otros ingredientes por razones morales o económicas, son aceptados por sus propias características de forma separada.

### Medio ambiente
Algunos han especulado con que la carne cultivada podría necesitar menos recursos y producir menos gases de efecto invernaderos y otros residuos que la carne producida de forma convencional. Esto incluye al propietario de la patente de carne in vitro, al periodista Brendan I. Koerner y a Hanna Tuomisto, un graduado por la Universidad de Oxford. Margaret Mellon, de la Union of Concerned Scientists, un lobby científico dedicado a asuntos medioambientales y sociales, tiene un punto de vista diferente, y cree que la energía y las necesidades de combustibles fósiles de la producción a gran escala de carne in-vitro en una fábrica será más destructiva medioambientalmente que la producción tradicional.

### Diferencias económicas
La producción de carne cultivada es actualmente muy cara (sobre 1 millón de dólares para producir un trozo de 250 g de ternera) y hará falta bastante inversión para conseguir la producción a gran escala. Sin embargo, el In-Vitro Meat Consortium ha estimado que con mejoras a la tecnología actual habría considerables reducciones de coste. Estiman que podría producirse carne por 3500 €/tonelada, lo que es aproximadamente el doble del coste de la producción no subsidiada de pollo en Europa.

### Consideraciones éticas
Los grupos filosóficos por derechos de los animales están a favor de la producción de carne cultivada porque no tiene sistema nervioso y por tanto no puede sentir dolor. Esto reduciría la matanza de animales para consumo, ya que no sería necesario criarlos y engordarlos para posteriormente sacrificarlos.

## Investigación

### Desafíos
La ciencia del cultivo de carne es un fruto de la rama de la biotecnología conocida como ingeniería de tejidos. La tecnología está siendo desarrollada simultáneamente para otros usos, como la asistencia a los enfermos de distrofia muscular y, más parecido, para el cultivo de órganos destinados a trasplantes. Hay varios obstáculos que superar antes de poder tener éxito. De momento, los más importantes son los de escala y los económicos.
- Proliferación de células musculares: Aunque no es muy difícil lograr que las células madres se dividan, para la producción de carne es necesario que lo hagan rápidamente, para lograr carne sólida.[23]
- Medio de cultivo: Las células necesitan una fuente de alimento para crecer y desarrollarse. El medio de cultivo debería ser una mezcla bien balanceada de ingredientes y factores de crecimiento. Los científicos ya han identificado posibles medios de cultivo para las células musculares de pavo,[24] pescado,[25] oveja[26] y cerdo.[27] Según el objetivo de los investigadores, el medio de cultivo tiene requisitos adicionales:
  - Comerciales: El medio de cultivo debe ser barato de producir. Un medio de origen vegetal puede ser menos caro que el suero fetal vacuno.[23]
  - Medioambientales: La producción del medio de cultivo no debería tener un efecto negativo sobre el medio ambiente. Esto significa que la producción debería ser energéticamente favorable. Además, los ingredientes deberían proceder de fuentes completamente renovables. Los oligoelementos extraídos de minas no son utilizables en este caso, ni los nutrientes producidos sintéticamente a partir de fuentes no renovables.
  - Bienestar animal: El medio de cultivo debe evitar las fuentes animales (salvo la toma inicial de células madre).[23]
  - Alergias: Aunque los medios de cultivo vegetales son más realistas, serán económicos y reducen la posibilidad de agentes infecciosos, existe también la posibilidad de que provoquen reacciones alérgicas a algunos consumidores.[28]
- Biorreactores: Los nutrientes y el oxígeno necesitan llegar a las cercanías de cada célula, a una escala milimétrica. En los animales este trabajo es realizado por los vasos sanguíneos. Un biorreactor debe emular esta función de forma eficiente. El enfoque habitual es la creación de una matriz parecida a una esponja en la que las células puedan crecer.

### Iniciativas
Probablemente la primera investigación sobre la carne in vitro fue la realizada por M. A. Benjaminson del Touro College. Su grupo de investigación logró cultivar tejido muscular de carpa dorada en un laboratorio con diferentes medios de cultivo.
En 2004, un grupo de investigadores fundó la organización sin ánimo de lucro New Harvest con el fin de promocionar la investigación sobre la carne in vitro. Entre los fundadores están Jason Matheny y Vladimir Mironov. Según su sitio web, la carne cultivada con forma procesada, como la de salchichas, hamburguesas o nuggets de pollo, puede estar comercialmente disponible en algunos años.
En abril de 2005 comenzó un proyecto de investigación sobre la carne cultivada en los Países Bajos, y en 2008 se informó que la mayoría de la investigación sobre la carne in vitro estaba siendo realizada por equipos científicos holandeses. La investigación es llevada a cabo bajo la dirección de Henk Haagsman, un experto en investigación de tejidos de la Universidad de Ámsterdam, la Universidad Técnica de Eindhoven y la Universidad de Utrecht, en colaboración con el fabricante de salchichas Stegeman. El gobierno holandés concedió dos millones de euros de subvención al proyecto.
El 21 de abril de 2008 PETA anunció un premio de 1 millón de dólares para el primer grupo que produjera con éxito carne sintética comparable y comercialmente viable respecto a los productos cárnicos producidos de forma convencional. PETA dijo que la cifra procede del número de pollos sacrificados para su consumo en los Estados Unidos, un millón.

## Galería

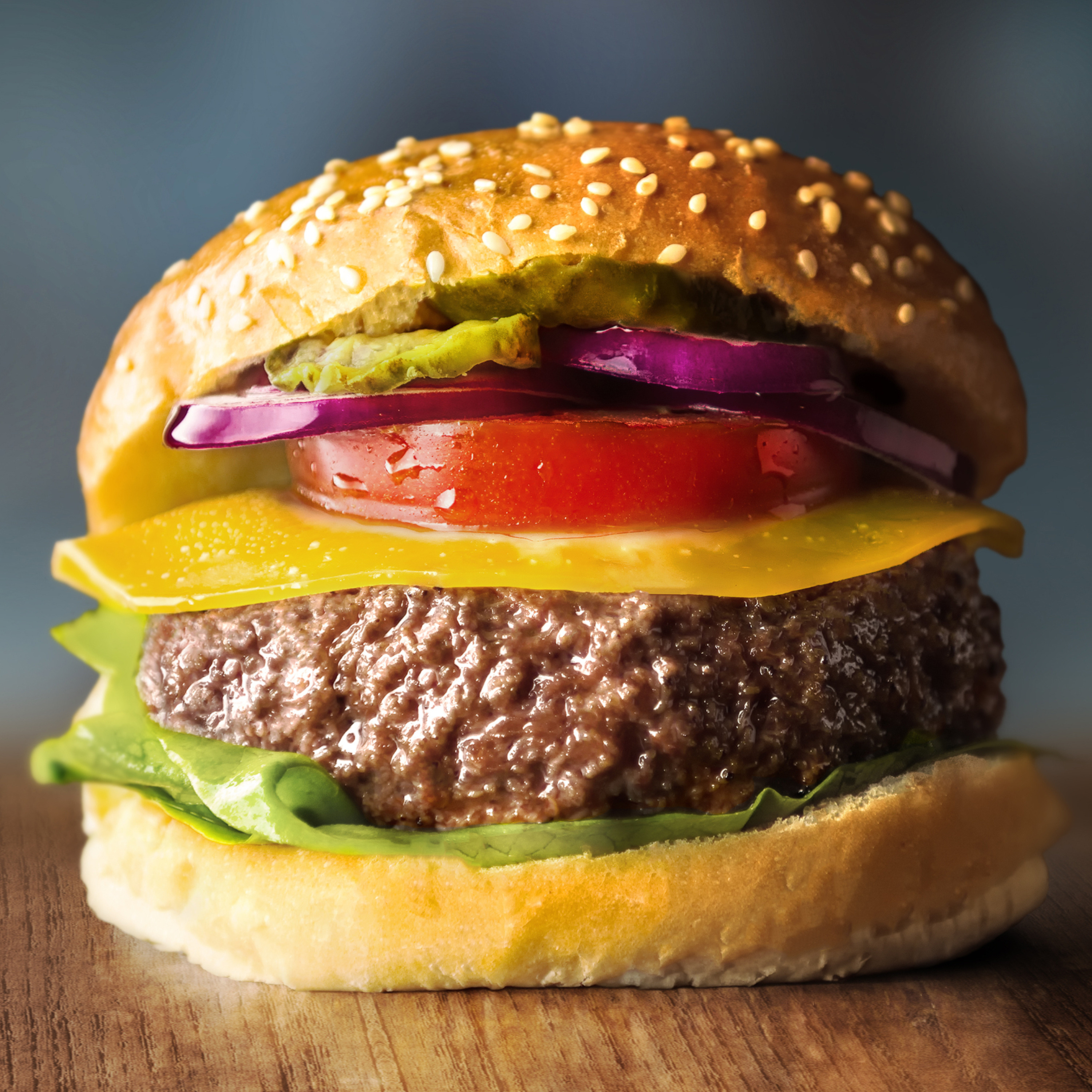
Hamburguesa cultivada, 2013
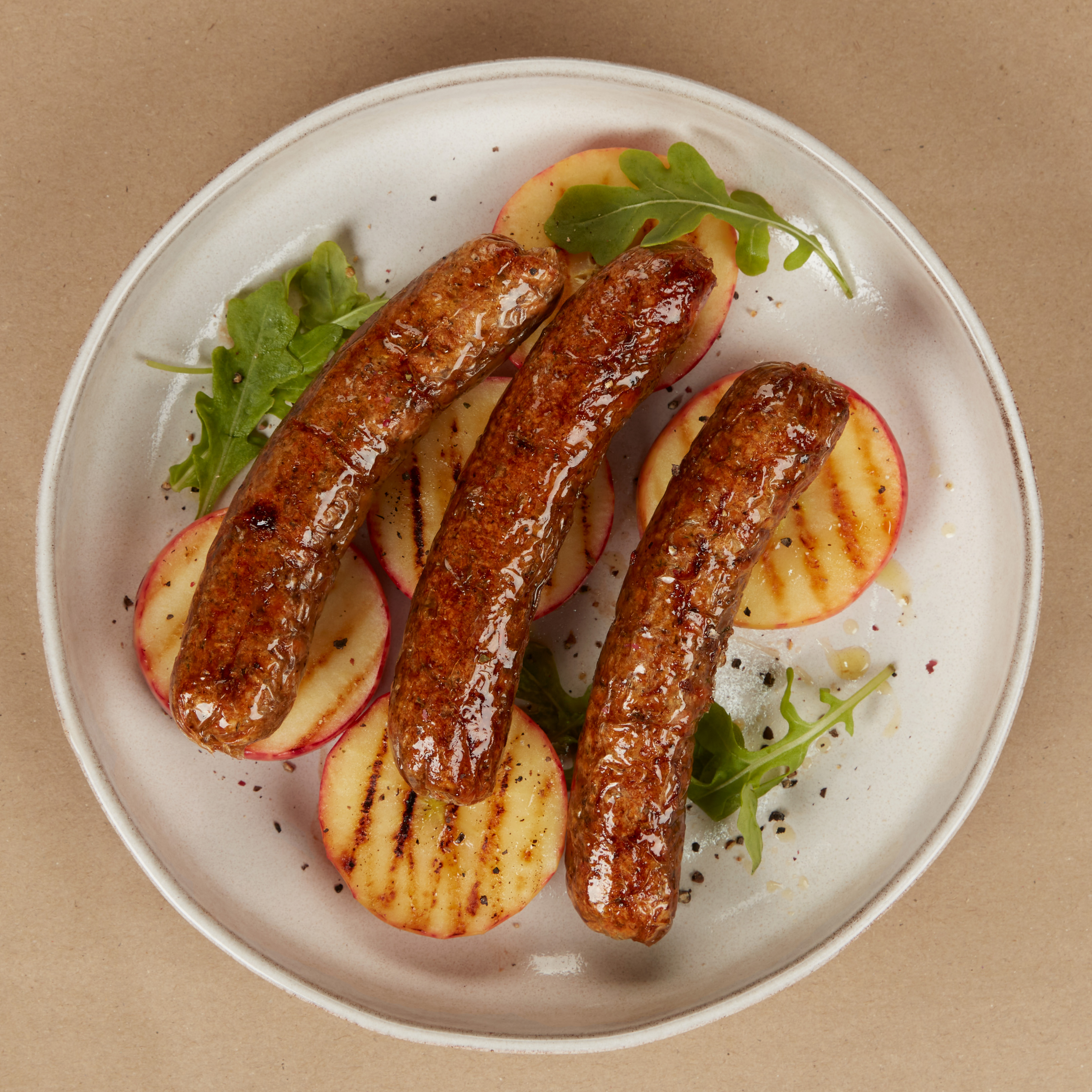
Salchichas cultivadas, 2023
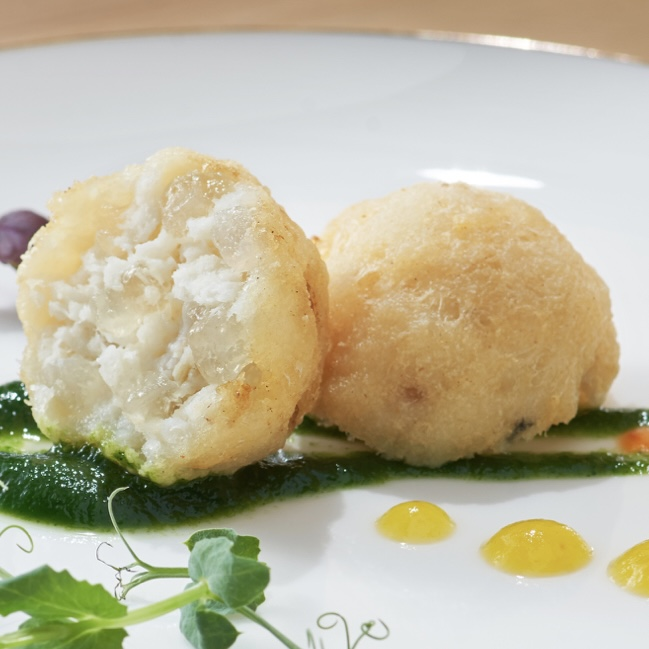
Vejiga natatoria cultivada, 2019
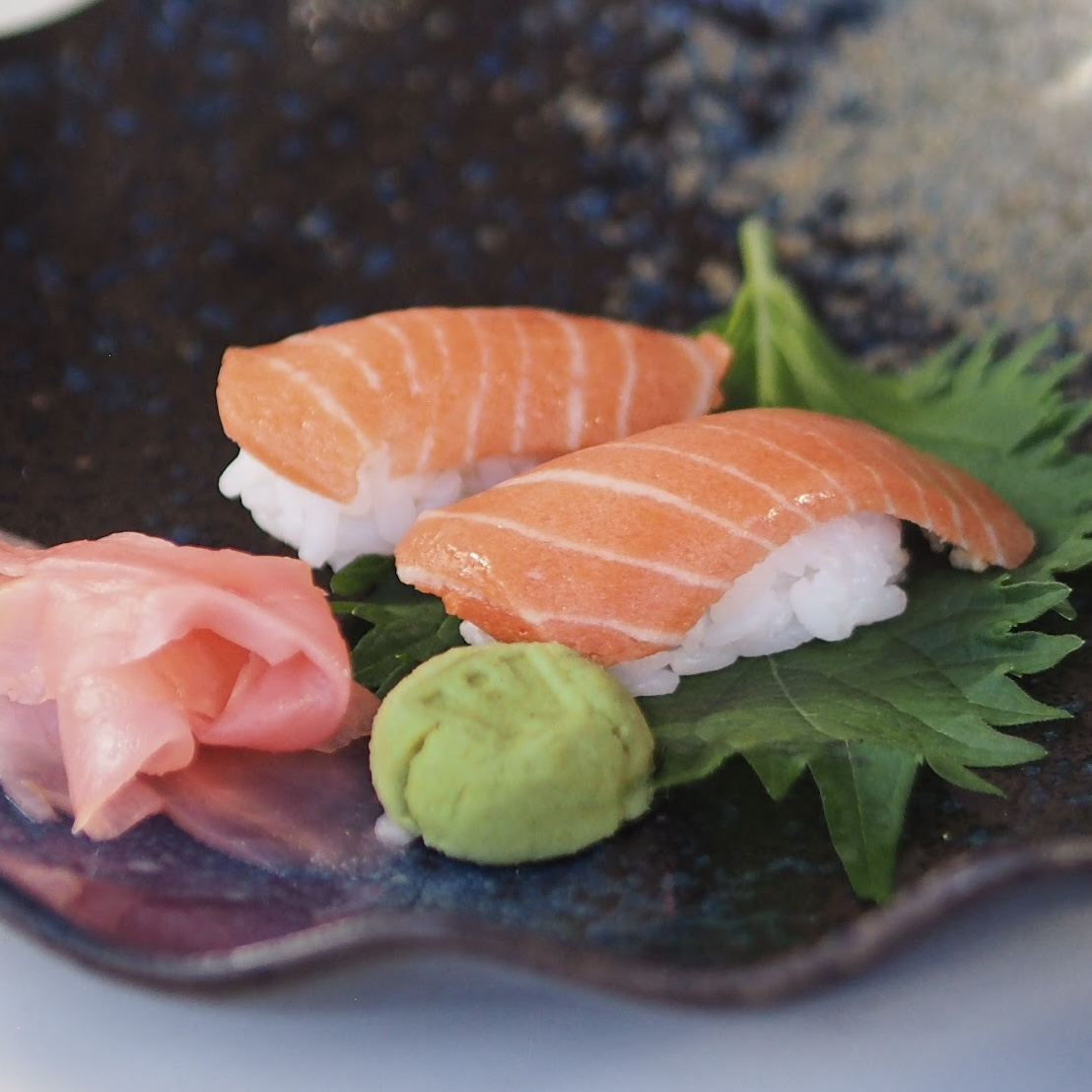
Salmón cultivado, 2020
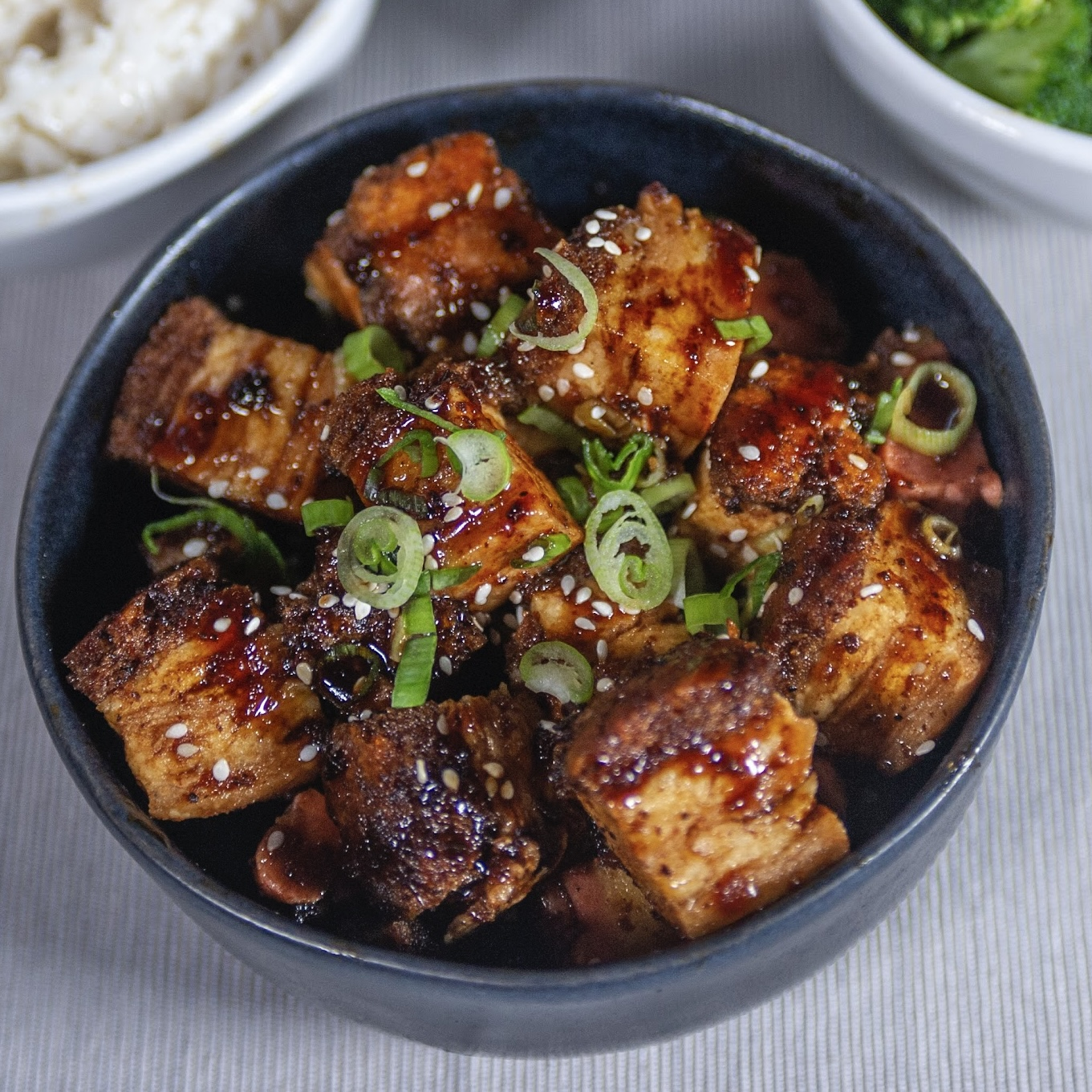
Cerda cultivada, 2020
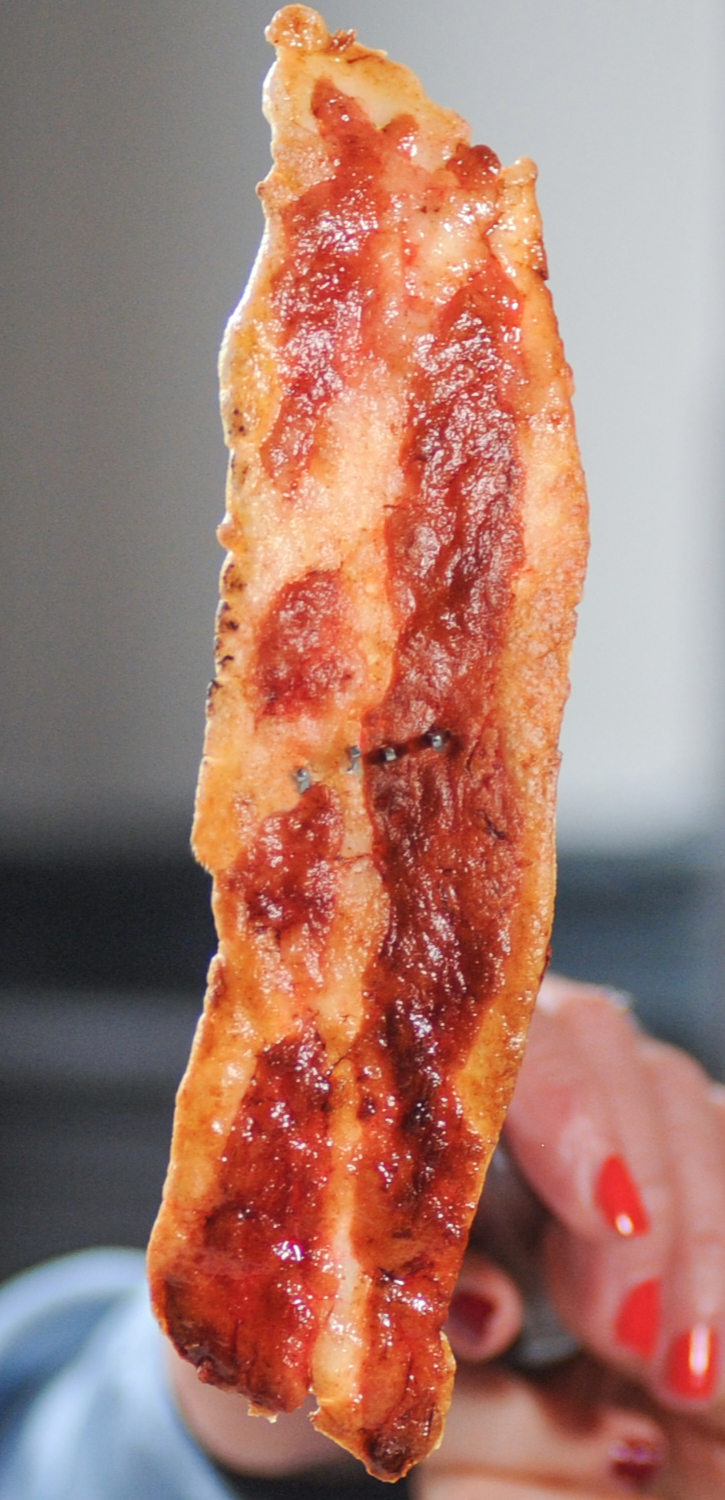
Tocino cultivado, 2020

### Patentes
- Patente WO9931222: Producción a escala industrial de carne a partir de cultivos celulares in vitro
- Patente 20060029922: Producción industrial de carne — un producto cárnico conteniendo células animales producidas in vitro en una forma tridimensional y un método para producirlo

### Cobertura mediática
- "Lab-grown meat could ease food shortage", New Scientist
- "Fish fillets grow in tank", New Scientist
- "Lab-grown steaks nearing the menu", New Scientist
- "Lab-grown steak", discusión en Slashdot
- "Semi-Living Food: Disembodied Cuisine" Archivado el 9 de enero de 2010 en Wayback Machine., The Tissue Culture & Art Project
- "Cultured Meat; manufacturing of meat products through 'tissue-engineering' technology." Artículo de un blog dedicado a la «carne sin ganado».
- "Lending Muscle to Artificial Meat Production", Reactive Reports
- "Would You Eat Lab-Grown Meat?", Traci Hukill, AlterNet (12 de julio de 2006)

### Artículos científicos
- M.A. Benjaminson et al. (2002). "In vitro edible muscle protein production system (mpps): stage 1, fish". Acta Astronautica 51 (12): 879-889.
- P.D. Edelman et al. (2005). "Commentary: In Vitro-Cultured Meat Production". Tissue Engineering 11 (5-6): 659-662.
- Notas técnicas sueltas sobre la carne in vitro

- Datos: Q611909
- Multimedia: Cultured meat / Q611909